# 向賢
向賢（1845年—1900年），又名尚賢，字亚珍、颂叔，号雅真，巴羽特氏，盛京正白旗蒙古人，清朝政治人物、進士出身。

## 生平
同治九年庚午举人，十三年登進士。光绪初年，担任翰林院侍講、日講起居注官。后升任詹事府少詹事。光绪八年（1882年），出使青海，吊唁扎萨克扎萨克图郡王根敦占散。光绪九年，担任光祿寺卿、內閣學士，兼礼部侍郎衔。光绪十二年五月庚子，以内阁学士赏副都统衔为驻藏帮办大臣。十月己卯留京，派升泰继任，尚贤因父丧，实际并未赴藏到任；改回奉天主持萃升书院。光绪二十六年，八國聯軍之役后，被举荐筹办省城南路守望局，同年去世，享年71岁。著有《甲午诗抄》（光绪二十年作），稿本，藏于辽宁省图书馆。

## 家族
祖父德兴额、父亲巴哈，有兄尚志、尚德，弟尚义。其祖父、父亲有军功，但由于文化受限无法晋升，从而家族格外看重教育。巴哈在尚贤幼年时，就聘请数位教师，包括蓬莱人宋裕传、正蓝旗满洲举人金恒启、辽阳州生员李敏芬。而他的胞兄尚志英年早逝，在临终前仍劝尚贤勤勉学习。促使尚贤在年仅29岁时，就登进士，是当时盛京城著名的科举家族。
子貴筠，贡生，曾就读于晚清陆军贵胄学堂。